# Aspitates vittata
Aspitates vittata är en fjärilsart som beskrevs av Edward Alfred Cockayne 1953. Aspitates vittata ingår i släktet Aspitates och familjen mätare. Inga underarter finns listade i Catalogue of Life.